# Île Beard
L'île Beard est une île de l'État de Washington aux États-Unis appartenant administrativement à Camp Murray.

## Description
Elle s'étend sur environ 99 m de longueur pour une largeur de 68 m. Il y a deux pontons sur l'île et quelques aménagements militaires. 